# ベンテンエンタテインメント
株式会社ベンテンエンタテインメント（BENTEN ENTERTAINMENT, INC.）は、日本の映画製作・配給会社。日本映画の輸出、海外映画の輸入（買い付け）や版権の管理も行っている。略称はBENTEN、ベンテン。

## 作品実績

### 映画製作・配給・宣伝
- 1995年 5月 『スキヤキ』（監督：すずきじゅんいち 主演：関谷理香）
- 1998年 9月 『Heavenz（ヘブンズ）』（主演：山下徹大、東儀秀樹、関谷理香）
- 1999年 2月 『ラッキー ロードストーン』（監督・主演：高橋ジョージ 主演：三船美佳）
- 2000年 8月 『稲川淳二の餌食』（監督：桑原昌英）
- 2000年 8月 『稲川淳二の餌食2』（監督：山川直人・小林浩司　主演：関谷理香）
- 2000年 8月 『稲川淳二の呪界』（監督：桑原昌英）
- 2002年 7月 『フィスト・オブ・フューリー 復活！ドラゴン怒りの鉄拳』（香港映画）
- 2003年 6月 『Dr.コパの風水術』（VHS発売）
- 2003年10月 『自殺マニュアル』
- 2004年 2月 『自殺マニュアル２ 中級編』（監督・脚本：小沼雄一）
- 2004年 2月 『キル・鬼ごっこ』（監督･脚本：小沼雄一）
- 2004年 2月 『DECADANCE 2000 －Crazy Walts－』（構成・演出・振付・出演：上島雪夫 / VHS発売）
- 2004年 7月 『コンクリート』
- 2005年 2月 『ブラッディ・ナイト・ア・ゴーゴー』
- 2005年 2月 『最後の晩餐-The Last Supper』（日本・香港合作）
- 2006年 1月 『大きな古時計』
- 2006年12月 『夏の思い出〜沖縄伝説〜』（監督･脚本：小沼雄一）
- 2006年12月 『AKIBA（アキバ）』（監督･脚本：小沼雄一）
- 2008年 9月 『真木栗ノ穴』（監督：深川栄洋）
- 2008年10月 『ボディ・ジャック』（監督：倉谷宣緒、原作：光岡史朗）
- 2008年 9月 『心霊エクソシスト　悪霊怪奇ドキュメント』（DVD発売）
- 2008年10月 『心霊エクソシスト　怨霊恐怖ドキュメント』（DVD発売）
- 2008年11月 『リアルオーディション Girls 映画女優』（DVD発売）
- 2008年12月 『気練エクササイズ』
- 2009年 2月 『リアルオーディション Boys 映画俳優』（DVD発売）
- 2009年 3月 『人生を100倍楽しくさせる一生退屈させない究極の趣味』
- 2009年 8月 『リアルオーディション Otome アニメ声優』（DVD発売）
- 2009年 9月 『DJキッド』
- 2010年11月 『復活!ドラゴン怒りの鉄拳』
- 2011年 3月 『モスリン橋の袂に潜む』
- 2011年 4月 『リアルオーディション Hime バラエティ』（DVD発売）
- 2012年 3月 『少女戦士伝シオン』
- 2012年 7月 『美代子阿佐ヶ谷気分』
- 2012年10月 『ムンクの叫び』
- 2012年11月 『つげ義春の蒸発旅日記』（原作：つげ義春）
- 2012年12月 『チベット体操 〜若返りの儀式〜』（監修：岡本羽加）
- 2013年 9月 『モーション・レーゼドラマ「藪の中」』（主演：駒塚由衣）
- 2013年12月 『パンダのタオタオ絵本館「サギとチョウの冒険」』（声主演：TARAKO / DVD発売）
- 2014年 1月 『パンダのタオタオ絵本館「がんばれ子ブタ」』（声主演：TARAKO / DVD発売）
- 2014年 2月 『パンダのタオタオ絵本館「雨になったシマウマ」』（声主演：TARAKO / DVD発売）
- 2014年 3月 『パンダのタオタオ絵本館「アヒルの変身」』（声主演：TARAKO / DVD発売）
- 2014年 4月 『パンダのタオタオ絵本館「いじわるガエル」』（声主演：TARAKO / DVD発売）
- 2014年 6月 『あいときぼうのまち』（主演：夏樹陽子、勝野洋）
- 2015年 7月 『THE HYBRID 鵺の仔』（共同監督：羽野暢・倉谷宣緒　出演：石橋穂乃香、山村憲之介、柴田光太郎、大島葉子、研ナオコ、黒沢あすか）
- 2016年10月 『海ガメの約束』（第３回いばらきショートフィルム大賞受賞 / 監督：倉谷宣緒）
- 2022年12月 『大きな古時計 劇場版』（監督：小林宏治　出演：松田悟志、松本まりか、藤沢大悟、藤村知可、北村三郎、加藤雅也）

### 映画輸入（買い付け）
- 2002年　『復活 ドラゴン怒りの鉄拳』（香港）
- 2003年　『復活 ドラゴン危機一発』（香港）
- 2005年　『ゾンビ・ドッグ』（アメリカ）
- 2005年　『愛のゴースト』（韓国）
- 2005年　『僕の彼女を知らないとスパイ』（韓国）
- 2007年　『花嫁の挽歌』（香港）

### 音楽出版
- 2021年「大きな古時計」オリジナル・サウンドトラックCD
- 2008年「ボディ・ジャック」オリジナル・サウンドトラックCD
- 2005年「最後の晩餐」オリジナル・サウンドトラックCD
- 2003年「自殺マニュアル」オリジナル・サウンドトラックCD
- 2002年「フィスト・オブ・フューリー 復活！ドラゴン怒りの鉄拳」オリジナル・サウンドトラックCD（キングレコード発売）
- 2000年「稲川淳二 Help Me!」アルバムCD（トライエム発売）
- 1998年「Heavenz（ヘブンズ）」オリジナル・サウンドトラックCD（ソニーミュージック発売）

### プロデュース
- 2008年11月より「リアルオーディション」シリーズ
- 2011年 1月より 短編映画プロジェクト
- 2012年12月 チベット体操プロジェクト
- 2013年 3月 書籍「スピリチュアル・エクササイズ DVD付き チベット体操若返り秘儀」（河出書房新社刊）
- 2014年 2月　髙橋真弓　東京公演プロデュース（東京東銀座）
- 2021年 7月 『大きな古時計』LIVE ROADSOW（LOFT9 Shibuya）